# Jozef Procházka
Jozef Procházka (* 12. října 1949) je bývalý slovenský fotbalista, útočník.

## Fotbalová kariéra
V československé lize hrál za Spartak Trnava. V lize gól nedal. Do ligové Trnavy přišel z Petržalky.

## Ligová bilance
| Ročník                                   | Zápasy | Góly | Klub           |
| ---------------------------------------- | ------ | ---- | -------------- |
| 1. československá fotbalová liga 1974/75 | -      | 0    | Spartak Trnava |
| CELKEM                                   | -      | 0    |                |